# Centro Sam Houston de Matemáticas, Ciencia y Tecnología
El Centro Sam Houston de Matemáticas, Ciencia y Tecnología (Sam Houston Math, Science and Technology Center o SHMSTC), o la Escuela Preparatoria Sam Houston (Sam Houston High School), es una escuela preparatoria en el norte de Houston, Texas. Como parte del Distrito Escolar Independiente de Houston (HISD por sus siglas en inglés), Sam Houston sirve a barrios en el norte de Houston.
Su periódico escolar, The Aegis, es el periódico escolar más antiguo en Texas. Las Tigerettes, anteriormente la Black Battallion, es el primer equipo de ejercicios militares para niñas.

## Historia

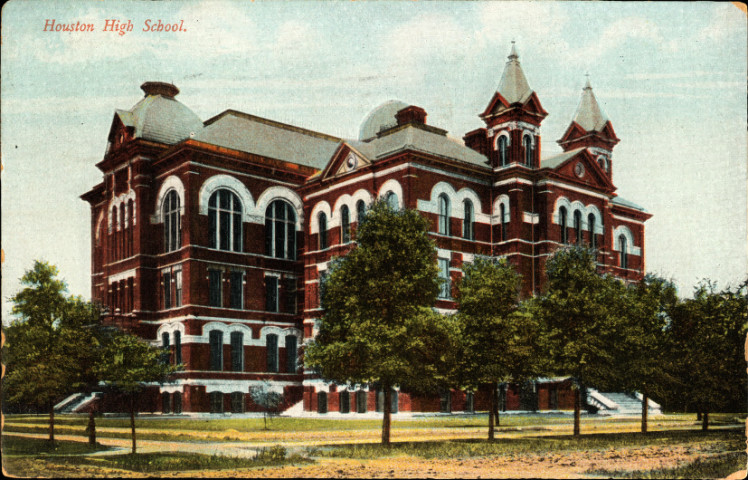
La antigua Escuela Preparatoria de Houston, en el octubre de 1909

La preparatoria se abrió en 1878 como la Houston Academy. Su nombre se cambió en 1881 (como Clopper Institute), 1886 (como Houston Normal School), 1895 (como Houston High School), 1926 (como Central High School), y 1955 (Sam Houston High School).
Anteriormente se ubicaba en Downtown Houston. En 1894, se construyó un edificio permanente de $80,000 ($1,9 millones en inflación a partir de 2010). En marzo de 1919, este edificio fue destruido en un incendio. Un nuevo edificio se abrió en 1921. En 1955, la preparatoria se trasladó a su actual ubicación en el norte de Houston. El edificio de 1921 se convirtió en la sede administrativa de HISD, y en la década de 1970 fue demolido.

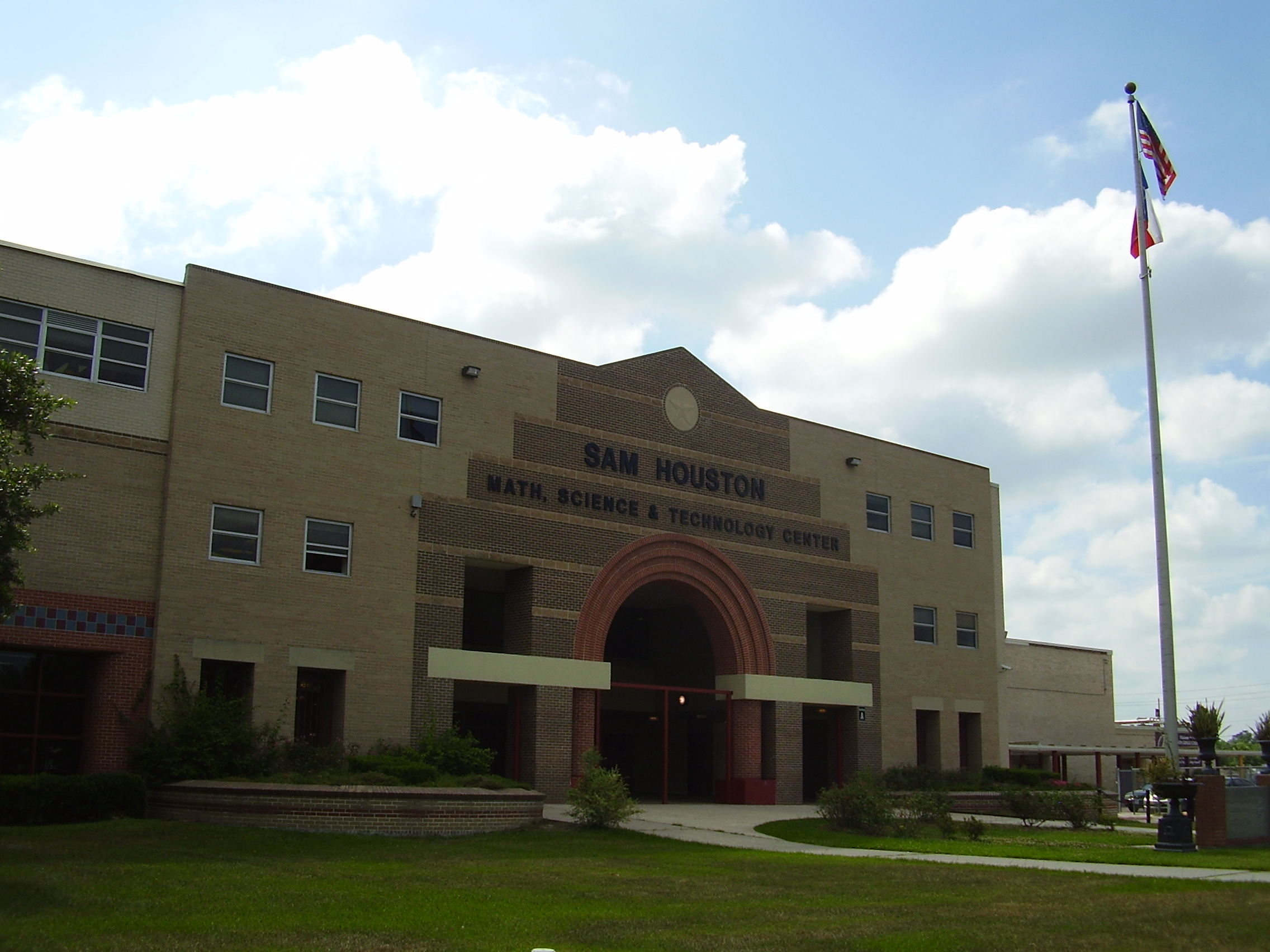
Antiguo edificio

En la primavera de 2008, la preparatoria se reorganizada en el Centro Sam Houston de Matemáticas, Ciencia y Tecnología y la Academia de Noveno Grado.

## Cuerpo estudiantil
En el año escolar 2005-2006 tenía 2.678 estudiantes (91% eran hispanos y latinos, 89% en almuerzos gratis o de precios bajos).